# Премия Ньюдигейта
Премия Ньюдигейта (Newdigate Prize) присуждается Оксфордским университетом за лучшее стихотворное произведение на английском языке студента бакалавриата.
Награда была основана в 1806 году как памятник сэру Роджеру Ньюдигейту (1719—1806). Ежегодно её вручают за лучшее студенческое стихотворение длиной до 300 строк на заданную тему.
Первым победителем стал Джон Уилсон («Кристофер Норт»). Среди известных лауреатов — Роберт Стивен Хокер, Джон Раскин, Мэтью Арнольд, Лоуренс Биньон, Оскар Уайльд, Джон Бьюкен, Джон Аддингтон Саймондс, Джеймс Лейвер, Дональд Холл, Джеймс Фентон, П. М. Хаббард и Алан Холлингхёрст.